# Jindřich Vodička
Jindřich Vodička (* 22. července 1952 Praha) je český politik za Občanskou demokratickou stranu, po sametové revoluci československý poslanec Sněmovny národů Federálního shromáždění, v 90. letech poslanec Poslanecké sněmovny, ministr práce a sociálních věcí a poté ministr vnitra ve vládách Václava Klause, později podnikatel a manažer.

## Biografie
Roku 1971 absolvoval Českoslovanskou akademii obchodní Dr. Edvarda Beneše v Resslově ulici. V roce 1977 vystudoval Vysokou námořní školu v Oděse. V letech 1977-1990 pracoval na československých lodích ve funkcích důstojníka a inženýra.
V letech 1990-1992 pracoval ve státní správě. V roce 1991 vstoupil do politické strany ODS a začal působit v politice. Ve volbách roku 1992 byl zvolen za ODS, respektive za koalici ODS-KDS, do české části Sněmovny národů (volební obvod Středočeský kraj). Ve Federálním shromáždění setrval do zániku Československa v prosinci 1992.
V letech 1992-1997 byl v první vládě Václava Klause a druhé vládě Václava Klause Ministrem práce a sociálních věcí ČR. V listopadu 1997 usedl na post Ministra vnitra České republiky poté, co tento post opustil Jan Ruml. V čele rezortu vnitra setrval jen do ledna 1998 a konce Klausovy vlády.
V roce 1998 vystoupil po Sarajevském atentátu z ODS a spoluzakládal Unii svobody (US). Po třech měsících však US opustil a vrátil se do řad ODS. Médiím tehdy oznámil, že minimálně rok nebo dva bude jen řadovým členem ODS. Od roku 1998 pak skutečně nepůsobil ve vrcholné politice a pracoval v soukromém sektoru. Byl jednatelem developerské skupiny Lighthouse. V letech 1999-2011 pracoval ve firmě České přístavy a. s. jako náměstek. V roce 2007 se zmiňuje i coby spolumajitel chystané televizní stanice o zdravotnictví Apatyka. Provozoval rovněž pražskou kliniku Iscare Lighthouse. V srpnu 2012 se objevily informace, že Jindřich Vodička plánuje návrat do vyšších pater politiky a na podzim 2012 se bude ucházet o post předsedy okresní organizace ODS Praha-západ. Jeho domovskou organizací jsou Černošice. Po volbách v roce 2010 a poté, co po skandálech rezignoval Aleš Rádl, se Vodička krátce stal i předsedou černošické ODS.